# Herman Zethelius
Herman Erik Zethelius, född den 6 juni 1859 i Rytterne socken, Västmanlands län, död den 17 juli 1934 i Genua, var en svensk diplomat. Han var bror till Fredrik Zethelius.
Zethelius avlade studentexamen 1879 och påbörjade juridiska studier vid Uppsala universitet samma år. Han blev sekreterare vid svenska och norska vicekonsulatet i Bordeaux 1889, svensk och norsk generalkonsul i Alger 1892, svensk och norsk konsul i Smyrna 1895 och i Venedig 1901. Zethelius var svensk generalkonsul i Genua 1907–1930. Han blev riddare av Vasaorden 1902 och av Nordstjärneorden 1914 samt kommendör av andra klassen av Vasaorden 1930.